# 瑪麗硬頭魚
瑪麗硬頭魚(学名：Craterocephalus marianae），為輻鰭魚綱銀漢魚目銀漢魚科的其中一種，分布於澳洲Arnhem淡水流域，體長可達7.5公分，為熱帶魚類，棲息在流動快速的溪流，以藻類、小型甲殼類及水生昆蟲為食，生活習性不明。